# Schacher
Schacher ist ein deutsches Pejorativum, das Feilschen, Geschäftemacherei und gewinnorientiertes unlauteres Verhalten bezeichnet. Die Vokabel wurde im Antisemitismus zur Denunziation angeblich typisch jüdischen Verhaltens verwendet.

## Etymologie
Das Wort Schacher ist über das Rotwelsch ins Deutsche gelangt, wo es seit dem 17. Jahrhundert nachweisbar ist. Es stammt vom jiddischen sachern, sochern ab, das schlicht Handel treiben bedeutet. Dieses geht wahrscheinlich auf Hebräisch סחר [sa'χaʀ] in der Bedeutung Erwerb, Gewinn zurück. Im Jiddischen wird das Wort neutral verwendet, erst als deutsches Lehnwort erhält es seinen antisemitischen Unterton. Diesen erhielt es, wie Ronen Steinke feststellt, nicht aufgrund des lexikalischen Inhalts, sondern wegen seiner Herkunft aus dem Jiddischen. Seitdem bedeute es „Handeln wie ein Jude“. Steinke führt das Wort als ein Beispiel für Antisemitismus in der deutschen Sprache an.

## Antisemitische Verwendung

### Vormoderne
Juden waren im westlichen Mittelalter von Tätigkeiten in der Landwirtschaft und im Handwerk ausgeschlossen. Daher waren sie oft im Kleinhandel oder im Geldverleih tätig. Nach der Lockerung des Zinsverbots seit dem Spätmittelalter sahen christliche Kaufleute Juden als Konkurrenten im Finanzsektor an. Seitdem verfestigte sich das Stereotyp des Geldjuden, des angeblich „reichen Wucherers“ und „Schacherjuden“. Der Geschichtslehrer Wolfgang Geiger warnt in diesem Zusammenhang vor einer Rationalisierung des Antijudaismus: Der Geschichtsmythos von den angeblich reichen Juden, bei denen sich die christliche Mehrheitsbevölkerung verschuldet habe, wovon sie sich durch Pogrome zu befreien suche, werde immer noch in Schulbüchern und Fernsehdokumentationen verbreitet. Tatsächlich war der ganz überwiegende Teil der deutschen Juden in der Frühen Neuzeit arm und betrieb Hausiererei. Der darauf abzielende Vorwurf des Schachers wurde bald mit dem Vorwurf des Wuchers fest zu einem parataktischen Idiom („Schacher und Wucher“) verbunden, das letzteren glaubwürdiger machte: Da der jüdische Kleinhandel, der „Schacher“, in der Lebenswirklichkeit der Menschen sichtbar war, schien auch der zweite Teil plausibel, nämlich dass es Juden gelungen sein soll, darauf eine „wucherische“ Vermögensakkumulation aufzubauen.

### 19. Jahrhundert
Das Stereotyp vom Schacherjuden blieb durch die Jahrhunderte bestehen und konnte, angepasst an die jeweiligen Zeitumstände und Aussageabsichten, immer wieder aktualisiert werden. Friedrich Ludwig Jahn, der als „Turnvater“ bekannt wurde, entwarf 1808/1810 in seiner Schrift Deutsches Volksthum einen entschiedenen Nationalismus. Juden schloss er aus dem Volkstum explizit aus und bedauerte, dass „Zigeuner, Gaunergesindel, Landstreicher und Schacherjuden“ verbreitet mit zur deutschen Nation gerechnet würden. Noch schärfer urteilte Hartwig von Hundt-Radowsky, der 1819 in seinem Judenspiegel den Juden jegliche Möglichkeit absprach, etwa durch Konversion aus dem Judentum auszutreten: „Der Mauschel- und Schachergeist klebt den Hebräern an, wie der Zwiebelgeruch und der Erbgrind und kann weder durch die Taufe abgewaschen, noch durch ein Diplom erstickt werden“.
Karl Marx, der selber jüdischer Herkunft war, setzte 1844 in seinem Aufsatz Zur Judenfrage Kapitalismus mit Geldherrschaft und diese mit dem Judentum in eins. Marx schrieb: „Die Emanzipation vom Schacher und vom Geld, also vom praktischen, realen Judentum wäre die Selbstemanzipation unsrer Zeit“.
Als die Frankfurter Nationalversammlung 1848 über die Grundrechte diskutierte, sprach sich der gemäßigt linke Abgeordnete Moritz Mohl aus Württemberg gegen eine jüdische Emanzipation aus und griff dabei auf antisemitische Stereotype zurück: Die „Israeliten“ würden nun einmal abstammungsmäßig nicht zum deutschen Volk gehören: Als „Schacher- und Sack-Juden“ seien sie „mit wucherlicher Aussaugung der armen Bauern beschäftigt“, weshalb man sie nicht für „vollberechtigte Staatsbürger erklären“ dürfe.
Nach dem Gründerkrach 1873 warf man den Juden vor, durch unlautere Spekulationsgeschäfte an der sich anschließenden Wirtschaftsdepression schuld zu sein. Wilhelm Marr, der den Begriff Antisemitismus prägte, nannte die Juden „ein Volk von geborenen Kaufleuten unter uns“. Sie hätten eine eigene Aristokratie geschaffen, nämlich die des Geldes, und zugleich eine „kaufmännische Pöbelherrschaft, welche durch Schacher und Wucher von unten herauf die Gesellschaft zerfrißt und zersetzt“. Diese beiden würden die deutsche Gesellschaft zerreiben „wie Korn zwischen zwei Mühlsteinen“. Der Journalist Otto Glagau, der beim Gründerkrach selbst viel Geld verloren hatte, veröffentlichte in der Gartenlaube, einer beliebten Familien- und Unterhaltungszeitschrift, eine Artikelserie über den Börsen- und Gründungs-Schwindel in Berlin, die er 1876 auch als Buch herausbrachte. Darin behauptete er: „Die ganze Weltgeschichte kennt kein zweites Beispiel, dass ein heimatloses Volk, eine physisch wie psychisch entschieden degenerirte Race, blos durch List und Schlauheit, durch Wucher und Schacher, über den Erdkreis gebietet.“ Alle Juden, ganz gleich ob getauft oder nicht, würden „eine einzige Kette“ bilden, mit der sie „bei jeder Gelegenheit Front gegen die Christen“ machen würden.
Mit diesen und ähnlichen Überlegungen konstruierten die Antisemiten einen prinzipiellen Unterschied zwischen einem als deutsch imaginierten „schaffenden“ Kapital, das sich in Landwirtschaft, Handwerk und Industrie engagiere, und einem jüdisch-„raffenden“ Kapital, das vor allem im Bankwesen und an der Börse aktiv sei. Dieser Dichotomie lag, wie der Soziologe Matthew Lange schreibt, der „Gegensatz zwischen ehrlichen Deutschen und dem schachernden jüdischen Schmarotzer“ zugrunde.
Der Historiker Heinrich von Treitschke bescheinigte den deutschen Juden im 1882 erschienenen zweiten Band seiner Deutschen Geschichte, sie würden noch „tief im Schacher und Wucher“ stecken. 1885 erklärte das von den Gebrüdern Grimm begründete Deutsche Wörterbuch die Vokabel mauscheln wie folgt: „wie ein schacherjude verfahren; im handeln: bair. täuscheln und mäuscheln, sich mit heimlichen und unerlaubten geschäftchen abgeben.“
Das Ideologem des jüdischen „Schachergeists“, der mit unlauteren Mitteln den ehrlich schaffenden deutschen Mittelstand in den Ruin treibe, wurde um die Jahrhundertwende von der Völkischen Bewegung gegen die neu aufkommenden Warenhäuser verwendet, deren professionell eingesetzte Werbung als Täuschung und moralischer Verfall bewertet wurden.

### Nationalsozialismus
Die Vorstellung, Juden würden nur schachern und seien zu produktiver Arbeit gar nicht in der Lage, war ein zentrales Ideologem des Nationalsozialismus. In seiner Programmschrift Mein Kampf griff Adolf Hitler das antisemitische Feindbild Börse auf und beklagte in nahezu marxistischem Sprachduktus, dass die Arbeit über die Aktie „zum Spekulationsobjekt gewissenloser Schacherer herabgesunken“ sei: Dadurch werde „die Entfremdung des Besitzes gegenüber dem Arbeitnehmer“ erheblich gesteigert, in dem Hitler die Ursache der Klassenspaltung sah. In der Hetzzeitschrift Der Stürmer wurde das Stereotyp vom jüdischen Schacherer wie zahlreiche andere antisemitische Klischees immer wieder aufgegriffen. In einem Schulbuch aus der Zeit des Nationalsozialismus wurde Schacher als Gegenbegriff zum Heldentum präsentiert: „Heldentum duldete kein Händlertum. Denn der heldische Mensch kämpft, aber schachert nicht.“ 1942 rechtfertigte die Parole der Woche, eine Wandzeitung der Reichspropagandaleitung der NSDAP, die Verpflichtung, dass alle Juden den Judenstern zu tragen hatten: „Erst hetzen sie die Völker in den Krieg, und während die Soldaten dieser Völker kämpfen und bluten, machen sie aus dem Krieg Geschäft, schachern, schieben und betrügen und füllen sich ihre schmutzigen Taschen auf Kosten ihrer Gastvölker. […] Wer dieses Zeichen trägt, ist ein Feind unseres Volkes.“
Selbst nach dem Holocaust war dieses Stereotyp in Deutschland noch lebendig: So wurde 1945/46 den jüdischen Displaced Persons, die KZs und Zwangsarbeit überlebt hatten, entgegen aller Empirie von der westdeutschen Mehrheitsbevölkerung unterstellt, sie würden den Schwarzmarkt dominieren. Noch 1952 wurde der Schachervorwurf in der Kampagne gegen Philipp Auerbach, den Staatskommissar für rassisch, religiös und politisch Verfolgte in München, erhoben.

## Verwendung in der Gegenwart
Wörter aus der Wortfamilie Schacher, wie z. B. Postenschacher oder verschachern, werden in der Gegenwart unter anderem in Sport, Politik und im Drogenmilieu benutzt. Laut dem amerikanischen Historiker Allan Megill ist die Verwendung dieser Vokabeln aber problematisch, da die antisemitische Konnotation allgemein bekannt sei. Der Duden empfiehlt, auf die Verwendung im öffentlichen Sprachgebrauch zu verzichten, da Schacher mit seinen Ableitungen und Zusammensetzungen teilweise mit antisemitischen Vorstellungen verbunden ist und daher „häufig als diskriminierend empfunden“ werde.